# Rudolph Tiehsen
Rudolph Emil Leonhard Tiehsen (* 16. November 1821 in Danzig; † 2. April 1905 in Berlin-Lichterfelde) war ein preußischer Generalmajor.

## Leben

### Herkunft
Rudolph war ein Sohn des preußischen Majors Johann Wilhelm Tiehsen (1791–1851) und dessen Ehefrau Emilie Friederike, geborene Kleefeld (1797–1867).

### Militärkarriere
Nach dem Besuch der St.-Petri-Schule in seiner Heimatstadt und der Divisionsschule in Köln trat Tiehsen am 16. Februar 1839 in das 25. Infanterie-Regiment der Preußischen Armee ein. Als Portepeefähnrich erfolgte Mitte September 1842 seine Versetzung in das 4. Infanterie-Regiment und er avancierte bis Ende Oktober 1842 zum Sekondeleutnant. Von Anfang Oktober bis Ende Dezember 1851 war er zu Ausbildungszwecken zur Gewehrfabrik nach Sömmerda kommandiert. Abschließend wurde er am 1. April 1852 als Kompanieführer beim I. Bataillon im 4. Landwehr-Regiment nach Osterode kommandiert. Vom 1. März 1853 bis zum 28. Februar 1854 war er zum 1. Artillerie-Regiment kommandiert. Nach seiner Rückkehr wurde er am 10. April 1855 zum Premierleutnant befördert und am 1. August 1856 als Kompanieführer beim II. Bataillon im 4. Landwehr-Regiment nach Preußisch Holland kommandiert. Nach seiner Beförderung zum Hauptmann erfolgte am 8. Mai 1860 seine Kommandierung zum 4. kombinierte Infanterie-Regiment, aus dem Anfang Juli 1860 das 7. Ostpreußische Infanterie-Regiment Nr. 44 hervorging. Tiehsen stieg Mitte Oktober 1860 zum Kompaniechef auf.
Während des Deutschen Krieges führte er seine Kompanie 1866 bei Trautenau, Königgrätz sowie Tobitschau und erhielt für sein Wirken am 20. September 1866 den Roten Adlerorden IV. Klasse mit Schwertern. Er wurde am 20. August 1867 als Major in das 2. Pommersche Grenadier-Regiment (Colberg) Nr. 9 versetzt. Mit der Mobilmachung anlässlich des Krieges gegen Frankreich übernahm Tiehsen am 22. Juli 1870 die Führung des II. Bataillons und beteiligte sich an den Schlachten bei Gravelotte und Villiers sowie den Belagerungen von Metz und Paris. Im Dezember 1870 erkrankte er schwer, so dass er das Regiment vorläufig verlassen musste.
Ausgezeichnet mit dem Eisernen Kreuz II. Klasse wurde er nach dem Vorfrieden von Versailles am 18. April 1871 zum Kommandeur seines Bataillons und am 22. März 1873 zum Oberstleutnant befördert. Unter Stellung à la suite beauftragte man Tiehsen am 15. Oktober 1874 zunächst mit der Führung des 4. Großherzoglich Hessischen Infanterie-Regiments (Prinz Carl) Nr. 118 beauftragt, ernannte ihn am 15. Dezember 1874 zum Kommandeur und beförderte ihn Mitte Januar 1875 zum Oberst. In dieser Stellung erhielt er im September 1878 den Kronen-Orden II. Klasse. Er war aber bereits schwer erkrankt. Am 10. Juli 1880 erhielt er seinen Abschied mit Pension und den Charakter als Generalmajor. Am 19. Februar 1881 wurde er dann zur Disposition gestellt und starb am 2. April 1905 in Berlin-Lichterfelde.
In der seiner Beurteilung von 1866 schrieb sein Regimentskommandeur von Hiller: „Ist ein sehr tüchtiger Offizier, der mit regem Eifer und praktischem Geschick seine Kompanie zu einer der besten im Regiment herangebildet hat. Er verbindet mit diesen hervorragenden militärischen Eigenschaften, die ihn auch im Feldzuge stets das richtigste und beste finden und sichern ließen. Sehr gute und angenehme Formen, zeichnet sich durch taktvolles Benehmen aus und ist ein selbstständiger, energischer Charakter, qualifiziert sich zur vorzugsweisen Beförderung.“

### Familie
Tiehsen heiratete am 16. August 1859 in Marienwerder Amalie Auguste Schesmer (1835–1909). Das Paar hatte mehrere Kinder:
- Elise (* 1861)
- Hermann (* 1862), preußischer Oberst und Kommandeur des Infanterie-Regiments Nr. 352
- Ella (* 1865)
- Horst (* 1867)